# 金臂童
《金臂童》為香港1979年邵氏公司出品的一部武打電影。

## 劇情簡介
虎威鏢局總鏢頭楊虎雲（孫建飾）受官府之託，押運二十萬兩黃金赴黃河域賬災。但「七殺谷」中以金臂童（羅莽飾）為首一批武功高強的劇盜卻窺視於此批災銀，揚言必將劫下此鏢，為此，寒星劍李青冥（韋白飾）、冷月劍冷鳳（潘冰嫦飾）、長斧殷九（孫樹培飾）和短斧方十（江生飾）等武林豪傑們紛紛前來助陣護鏢。 
群雄們先後除去「七殺谷」中「水火七絕鈎」及三谷主銅頭客（楊雄飾）、四谷主鐵衣生（王龍威飾）等高手，李青冥為敵方黑砂掌所傷，幸得有天下第一名捕之稱的海濤（郭追飾）所救始得倖免。運鏢途中，殷九、方十及眾多鏢師不幸為「七殺谷」勢力所害，但亦殺退「七殺谷」二谷主銀槍子（鹿峰飾），楊虎雲等終形成與金臂童直接對峙的局面。
李青冥為擊敗金臂童獨自一人先行前進，卻反到死於金臂童掌下。海濤等人隨後趕到，與金臂童展開激鬥，金臂童雙目為海濤所傷，原本海濤想放過已瞎了眼的金臂童，但就在此時海濤竟為楊虎雲所襲。原來以一柄虎頭刀聞名天下的虎威鏢局總鏢頭楊虎雲，其真實身分乃是曾和金臂童齊名的鐵腳童，原因是金臂童創立七殺谷聞名天下後鐵腳童不得不改名換姓創立虎威鏢局，於是想讓金臂童和海濤打個兩敗俱傷後漁翁得利，奪取二十萬兩黃金後創設更大的殺手組織。
不過海濤只是酒袋被割破並未受傷，海濤、金臂童兩人合力擊殺鐵腳童。最後金臂童感謝海濤既往不究欲退出江湖，但不知情欲替李青冥報仇的冷鳳在背後刺殺金臂童，海濤把黃金交託給冷鳳後就揚長而去。

## 人物角色
| 角色名稱     | 演員   | 備註                       |
| ------------ | ------ | -------------------------- |
| 海濤         | 郭追   | 千面神捕                   |
| 金臂童       | 羅莽   | 七殺谷賊首                 |
| 楊虎雲       | 孫建   | 虎威鏢局總鏢頭，實為鐵腳童 |
| 冷月劍冷鳳   | 潘冰嫦 | 李青冥未婚妻               |
| 寒星劍李青冥 | 韋白   | 冷鳳未婚夫                 |
| 長斧殷九     | 孫樹培 |                            |
| 短斧方十     | 江生   |                            |
| 銀槍子       | 鹿峰   | 七殺谷二頭目               |
| 鐵衣生       | 王龍威 | 七殺谷三頭目，本名韋連     |
| 銅頭客       | 楊熊   | 七殺谷四頭目               |
| 王勝天       | 余太平 | 虎威鏢局鏢師，王氏四傑之一 |
| 王勝宇       | 孫新祥 | 虎威鏢局鏢師，王氏四傑之一 |
| 王勝山       | 蕭玉龍 | 虎威鏢局鏢師，王氏四傑之一 |
| 王勝河       | 劉晃世 | 虎威鏢局鏢師，王氏四傑之一 |
|              | 屠龍   | 七殺谷賊黨，黑砂掌高手     |
|              | 陸劍明 | 七殺谷賊黨                 |
|              | 吳杭生 | 七殺谷賊黨                 |
|              | 譚鎮渡 | 虎威鏢局鏢師               |
|              | 周麥利 | 虎威鏢局鏢師               |
|              | 黎友興 |                            |
|              | 陳鴻   | 虎威鏢局鏢師               |
|              | 夏國榮 | 虎威鏢局鏢師               |
|              | 陳志樂 |                            |
|              | 麥德羅 | 七殺谷賊黨                 |

## 其他製作人員
- 執行製片：陳列
- 助導：江生、陳友文
- 武術指導：江生、鹿峰、戴其賢
- 劇務：劉清鵬
- 燈光：陳芬、關英全
- 道具：黎沃、劉炳威
- 化妝：吳緒清
- 梳妝：彭雁聯
- 服裝：劉季友
- 錄音：徐炳光
- 置景：曹莊生

## 備註
1. 1 2  香港電影票房 1979 〔華語電影〕，〈香港電影票房全紀錄〉

## 外部連結
- 香港影庫上《金臂童》的資料（繁體中文）
- 豆瓣电影上《金臂童》的資料 （简体中文）
- 时光网上《金臂童》的資料（简体中文）
- AllMovie上《金臂童》的资料（英文）
- 爛番茄上《金臂童》的資料（英文）
- 互联网电影数据库（IMDb）上《金臂童》的资料（英文）